# Bel Ami
Bel Ami es una novela del escritor francés Guy de Maupassant, publicada en 1885.

## Sinopsis
Georges Duroy, un joven apuesto y sin escrúpulos, llega a París procedente de Argelia, donde ha pasado dos años movilizado con el ejército. En apariencia, es uno más de los muchos jóvenes que pasean por la ciudad con los bolsillos vacíos y la pretensión de acomodarse, pero su buena fortuna le propiciará un encuentro casual con un amigo de la infancia que trabaja ahora como periodista y lo introduce en su círculo, donde el encanto personal de Duroy comienza a abrirle puertas.

## Personajes de la novela
- Georges Duroy
- Charles Forestier
- Madeleine Forestier
- Monsieur Laroche-Mathieu
- Comte de Vaudrec
- Clotilde de Marelle
- Laurine de Marelle
- Jacques Rival
- Norbert de Varenne
- Monsieur Walter
- Virginie Walter
- Suzanne Walter
- Rachel

## Adaptaciones

### Cine
- 1919: Bel-Ami, de Augusto Genina.
- 1939: Bel-Ami, de Willi Forst.
- 1947: La Vida Privada de Bel-Ami, de Albert Lewin.
- 1947: El Buen Mozo, de Antonio Momplet.[1]
- 1955: Bel-Ami, de Louis Daquin.
- 1966: Bel Ami 2000 o Cómo Seducir a un Playboy, de Michael Pfleghar.
- 1976: La Cama Mecánica, de Mac Ahlberg, realizada bajo el seudónimo de Bert Torn.
- 2012: Bel-Ami, de Declan Donnellan y Nick Ormerod, con Robert Pattinson y Uma Thurman

### Teatro
- 2008: Milček
- 2011: Bel-Ami: The Musical

### Televisión
- 1968: Bel-Ami, Alemania,  dirigida por Helmut Käutner.
- 1971: Bel-Ami, Alta Comedia, Argentina, con Rodolfo Bebán y Susana Campos
- 1971: Bel-Ami, Reino Unido, dirigido por John Davies.
- 1978: Bel-Ami, Novela, TVE, España, con Víctor Valverde y Silvia Tortosa.
- 1979: Bel Ami, Italia, con Corrado Pani, dirigida por Sandro Bolchi.
- 1983: Bel Ami, Francia, con Jacques Weber, dirigida por Pierre Cardinal.
- 2001: L'uomo che piaceva alle donne - Bel Ami, Italia.
- 2005: Bel-Ami, RTBF, Bélgica, dirigida por de Philippe Triboi.